# Baby Shower (ER)
Baby Shower is de vijftiende aflevering van het tweede seizoen van de televisieserie ER, die voor het eerst werd uitgezonden op 15 februari 1996.

## Verhaal
Door waterschade op de verloskunde wordt de SEH overspoeld met vrouwen die aan het bevallen zijn. Dr. Greene heeft hier geen goed gevoel over gezien zijn verleden met een bevalling (zie Love's Labor Lost). 
Verpleegster Connie Oligario is haar datum gepasseerd dat zij moest bevallen en wil er alles aan doen om dit te laten gebeuren. Haar collega’s willen haar wijs maken dat het eten van rode bietensoep haar laat bevallen. De collega’s vragen zich af of zij hier intrapt.
Carter heeft zich aangemeld voor een stageplek op chirurgie. Voor zijn eerste gesprek moet hij sollicitanten rondleiden die zichzelf hier ook voor ingeschreven hebben.
Dr. Benton is teleurgesteld nadat hij uit het team van Dr. Vucelich is gezet. Hij zet al zijn frustraties in het redden van een patiënt die een zelfmoordpoging heeft gedaan.
Jerry Markovic probeert iedereen te overtuigen met het feit dat Scottie Pippen bij hem aan de balie is geweest, maar niemand gelooft hem.
Dr. Ross ziet na jaren weer zijn vader. Hoewel hij ertegen opzag hebben zij een gezellige avond.

## Rolverdeling

### Hoofdrol
- Anthony Edwards - Dr. Mark Greene
- George Clooney - Dr. Doug Ross
- Eriq La Salle - Dr. Peter Benton
- Sherry Stringfield - Dr. Susan Lewis
- Amy Aquino - Dr. Janet Coburn
- Laura Innes - Dr. Kerry Weaver
- CCH Pounder - Dr. Angela Hicks
- Pierre Epstein - Dr. Bradley
- Richard Minchenberg - Dr. P.K. Simon
- Noah Wyle - John Carter
- Christine Elise - Harper Tracy
- Gloria Reuben - Jeanie Boulet
- Julianna Margulies - verpleegster Carol Hathaway
- Ellen Crawford - verpleegster Lydia Wright
- Laura Cerón - verpleegster Chuny Marquez
- Conni Marie Brazelton - verpleegster Connie Oligario
- Vanessa Marquez - verpleegster Wendy Goldman
- Abraham Benrubi - Jerry Markovic

### Gastrol
- Cecile Callan - Leslie Cameron
- Nia Long - Christy Wilson
- Cedrick Terrel - Phil Wilson
- Kelly Jo Minter - crackverslaafde moeder
- Myra Turley - Monica Ford
- James Farentino - Ray Ross
- Lindsay Crouse - Dr. Anna Castiglioni
- Scottie Pippen - zichzelf
- Jennifer Leigh Warren - Sonya

en vele andere